# Eiffel (гурт)
Eiffel (укр. Ейфель)— це французький рок-гурт, утворений в 1998 році Роменом Умо. Сам Ромен - фронтмен,  головний ідеолог, лід-гітарист та автор пісень гурту.
Назва гурту походить від пісні "Alec Eiffel", гурту Pixies з їхнього альбому «Trompe Le Monde»..

## Учасники
- Ромен Умо (Romain Humeau) - вокал, гітара, лірика та музика.
- Естель Умо (Estelle Humeau) - бас-гітара, бек-вокал, клавішні.
- Ніколя Куре (Nicolas Courret) - барабани, перкусія.
- Ніколя Бон'є (Nicolas Bonnière) - гітара, бек-вокал.

## Дискографія
- 1999: L'Affaire (EP)
- 2000: Abricotine & Quality Street (EP)
- 2001: Abricotine (EMI 850696)
- 2002: Le Quart d'heure des ahuris (EMI/Virgin 8132452)
- 2004: Les Yeux fermés (double album) (Labels 576607)
- 2004: Live aux Eurockéennes de Belfort 2003 (DVD)
- 2006: Ma Part D'Ombre (EP)
- 2007: Tandoori (EMI 384801)
- 2009: À tout moment